# Tidili Mesfioua
Tidili Mesfioua è una città nel sud est del Marocco, nella provincia di Al Haouz, nella regione di Marrakech-Safi. La città è sita sulle montagne dell'Atlante.